# 전지

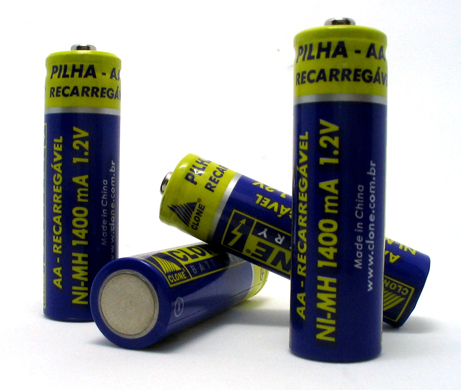
AA 충전지

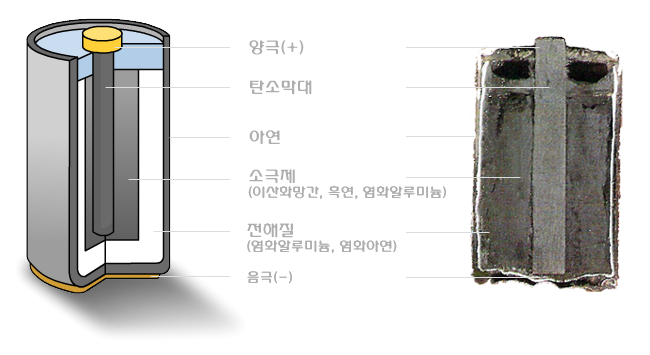
아연-탄소 건전지의 구조

전지(電池, 영어: Battery)는 손전등, 스마트폰 및 전기자동차와 같은 전기 장치에 전원을 공급하기 위해 화학에너지를 저장하고 있다가 필요할 때 전기로 변환하여 직류 전력을 생산하는, 한 개 이상의 셀로 이루어진 기기((機器/器機)이다. 전해질에 금속 이온이 녹으면 금속의 특성에 따라 전위차가 생겨 전류를 흘린다. 따라서 두 극판을 만들고 이에 전선을 연결하여 전류를 공급받는다. 볼타가 처음 만들었다. 장시간동안 안정적인 전압을 출력하므로 순간적인 방전을 일으키는 축전기와는 구분된다.

## 일차 전지와 이차 전지
1차 전지는 일반 가정에서 사용하는 건전지처럼 한번 쓰고 나면 다시 충전해서 쓸 수 없는 전지를 의미하며, 2차 전지는 다시 충전해서 사용할 수 있는 충전지를 통칭하는 말이다. 일차 전지에는 알칼리 전지, 건전지, 수은 전지, 리튬 전지 등이 있으며, 이차 전지에는 니켈-카드뮴 전지, 니켈-수소 전지(NiMH battery), 리튬이온 이차전지(Li Ion Secondary Batteries), 리튬이온폴리머 이차전지(Li Ion Polymer Secondary Batteries) 그리고 납 축전지(Lead-acid battery) 등이 있다.

## 전지의 수명
전지를 산 뒤에 기존의 포장을 그대로 놔두었다고 하더라도 전지는 해마다 2%에서 25%까지 기존의 충전량을 잃을 수 있다. 이 양은 여러 요인에 의해 영향을 받으나 특히 온도에 따라서 바뀌며 온도가 높을수록 잃는 양이 더 늘어난다. 전지는 방전되는 양을 줄이기 위해 시원한 곳에 보관하는 것이 좋다. 그런 이유로 사람들은 건전지를 냉장고에 보관하는 등의 방법을 사용하기도 한다. 너무 높거나 너무 낮은 온도 또한 전지의 수명을 줄인다.
충전지는 방전되는 속도가 더욱 빠르고 하루에 3%까지 잃을 수 있다(온도에 따라 다르다). 그렇기 때문에 충전지는 옷장이나 창고에 보관하고 있다가 위급 시 랜턴이나 라디오에 사용하려고 하면 안 된다. 이런 이유로 인해 항상 일반 전지를 가지고 있는 것이 좋다. 니켈-카드뮴 전지는 살 때 항상 거의 방전되어 있기 때문에 사용하기 전에 꼭 충전을 하고 사용해야 한다. 오래 충전하지 않으면 전압이 떨어지기 때문에 오래 사용하지 않을 때는 완전히 충전 해서 보관하는 것이 좋다.

## 같이 보기
- 기억 효과
- 자동차 배터리
- 방전